# Fernando Sáez
Fernando de Oliveira Sáez (Río de Janeiro, Brasil, 2 de octubre de 1974) es un nadador retirado especializado en pruebas de estilo libre. Fue medalla de bronce en 4x200 metros libres en el Campeonato Mundial de Natación en Piscina Corta de 1995.
Representó a Brasil en los Juegos Olímpicos de Atlanta 1996.

## Palmarés internacional
| Campeonato Mundial de Natación en Piscina Corta | Campeonato Mundial de Natación en Piscina Corta | Campeonato Mundial de Natación en Piscina Corta | Campeonato Mundial de Natación en Piscina Corta |
| Año                                             | Lugar                                           | Medalla                                         | Prueba                                          |
| ----------------------------------------------- | ----------------------------------------------- | ----------------------------------------------- | ----------------------------------------------- |
| 1995                                            | Río de Janeiro (Brasil)                         | Medalla de bronce                               | 4 × 200 m libre                                 |